# Техасский университет в Далласе
Техасский университет в Далласе (англ. University of Texas at Dallas) (сокр.UTD или UT Dallas) — второй крупнейший государственный университет в Далласе. Первоначально был основан как частное исследовательское подразделение компании Texas Instruments.
Главный кампус находится в городе Ричардсон, который примыкает к Далласу и является его пригородом. Часть университета находится в границах Далласа, на его территории есть железнодорожная станция DART (строительство которой будет завершено в 2022 году). У университета также есть несколько учебных корпусов и зданий в центре Далласа — это художественный музей Crow Art Museum, а также несколько зданий в медицинском округе: Центр BrainHealth (исследовательский центр здоровья мозга), Центр Callier и новый корпус Трансляционной биомедицины, инженерии и наук (строится).
Университет с момента своего основания характеризовался быстрым ростом исследовательских результатов и конкурентоспособной политикой приема абитуриентов с момента создания. Менее чем через 47 лет дня своего основания Фонд Карнеги классифицировал университет как исследовательский университет с «самой высокой оценкой исследовательской деятельности». Университет связан с четырьмя Нобелевскими премиями, на его факультетах работают члены Национальной академии наук и Национальной инженерной академии. Исследовательские проекты включают в себя разработки в области космической отрасли, биоинженерии, кибербезопасности, нанотехнологий, поведенческих исследований и здоровья мозга.
Техасский университет в Далласе предлагает более 140 академических образовательных программ на 8 факультетах, а также более 50 исследовательских программ на базе своих центров и институтов. В 2019 году университет предоставил 4225 степеней бакалавра, 3430 степеней магистра и 238 кандидатов наук, всего 7 893 степени.

## История
В 1930 году была создана компания Geophysical Service Incorporated (GSI) для изучения сейсмологии и предупреждения землетрясений, а также для поиска новых нефтяных месторождений.
Перед тем как основать университет, Юджин Макдермотт, Сесил Ховард Грин и Дж. Эрик Йонссон 6 декабря 1941 года приобрели эту компанию, за день до нападения на Перл-Харбор. В связи с этим событием резко увеличился рост оборонных контрактов и спрос на продукцию компании. Позже инструментальный дивизион компании был реорганизован в Texas Instruments, в 1951 году.
Однако в районе Даллас-Форт-Уэрт, где располагалась компания, не было квалифицированного персонала, потому что университеты региона не обеспечивали достаточным количеством квалифицированных выпускников в области инженерных и физических наук. Texas Instruments была вынуждена приглашать специалистов из других штатов. В 1959 году основатели пришли к мнению, что «для промышленного роста необходимы академические знания, которые позволят конкурировать в новых отраслях».
Чтобы компенсировать дефицит, Макдермотт, Грин и Йонссон 14 февраля 1961 года основали Юго-западный исследовательский центр. Первоначально институт располагался в Научной библиотеке Фондрена при Южном методистском университете, но позже была преобретена земля по соседству в Ричардсоне, на которой в 1962 году началось строительство первого здания будущего университета. Лаборатория земельных и планетарных наук (позже названная «Зданием основателей») открылась в 1964 году.
13 июня 1969 года губернатор Техаса Престон Смит подписал законопроект 303 Палаты представителей, в соответствии с которым учреждение было добавлено к системе Техасского университета и создан Техасский университет в Далласе (официально действует с 1 сентября 1969 года).

## Образовательные программы
Техасский университет в Далласе предлагает 146 академических программ в восьми школах (факультетах), включая 56 программ бакалавриата, 59 программ магистратуры и 30 программу докторантуры.
- Школа искусств и гуманитарных наук
- Школа искусств, технологий и новых коммуникаций
- Школа поведенческих и мозговых исследований
- Школа экономических, политических и стратегических наук
- Школа инженерии и информатики Эрика Йонссона
- Школа междисциплинарных исследований
- Школа менеджмента им. Навина Джиндала
- Школа естественных наук и математики

## Стипендиальные программы
Все первокурсники, принятые в университет, автоматически рассматриваются на получение грантов и стипендий за академическую успеваемость (AES).
Программа McDermott Scholars Program, учрежденная в Техасском университете в Далласе в 2000 году, предоставляет полные стипендии и уникальные гранты для академически талантливых студентов.
Программа стипендий National Merit Scholars, учрежденная в 2011 году, предусматривает профессиональное развитие, полностью покрывает обучение и обязательные платы, а также дает дополнительную стипендию.
В 2006 году университет стал одним из 13 университетов Техаса, участвующих в программе Terry Foundation Scholarship. Программа предлагает академические, культурные, сервисные, наставнические и другие уникальные возможности студентам, получившим престижную награду по программе.

## Студенческая жизнь

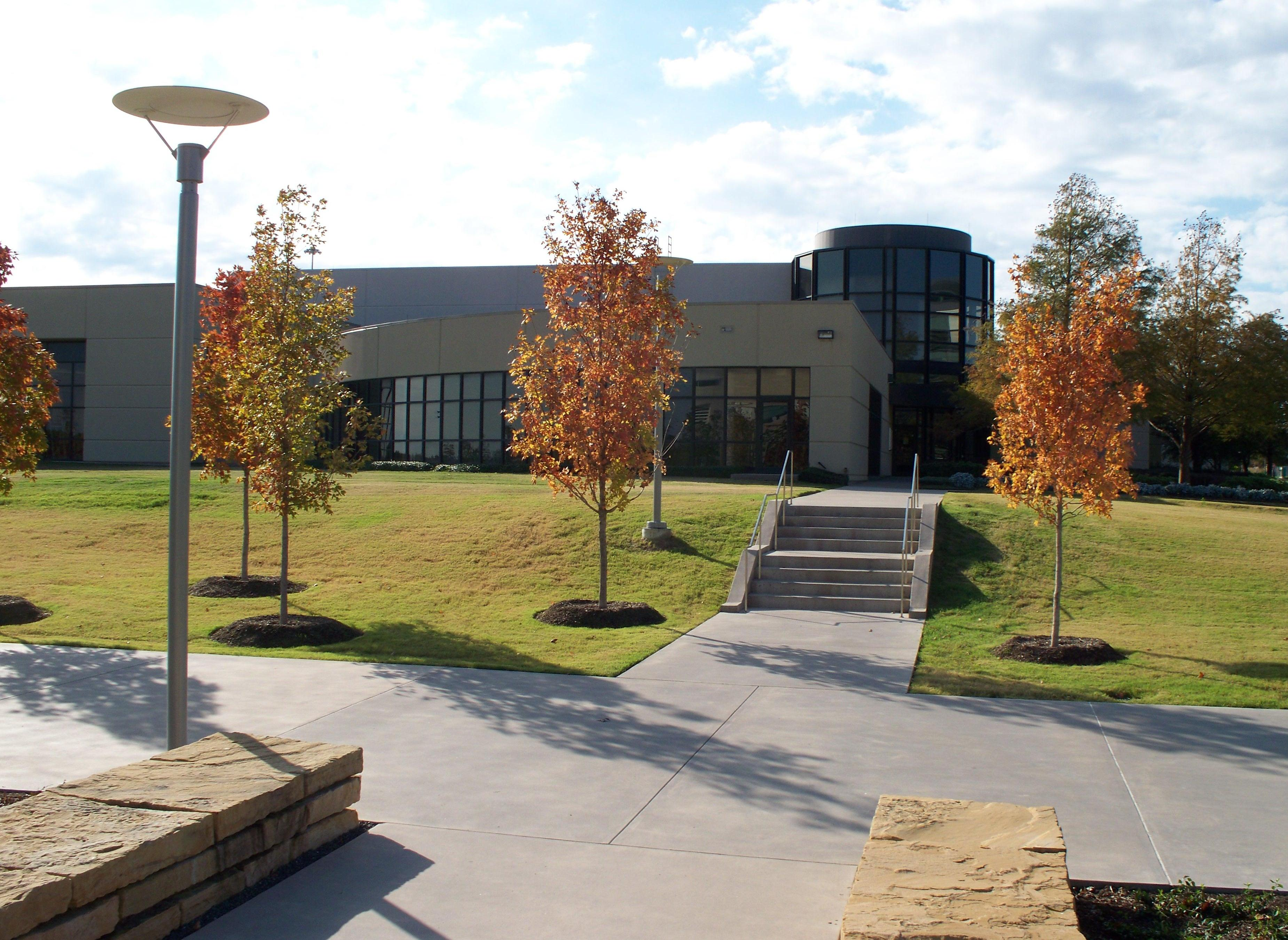
Activity Center

В Техасском университете в Далласе зарегистрировано более 300 кампусных организаций и 26 национальных братств и клубов. В студенческом центре есть фитнес-центр, корты для ракетбола, сквоша, баскетбольные площадки, многоцелевой зал и крытый бассейн. Также доступны площадки для пляжного волейбола, футбольные поля, теннисные корты, поля для софтбола, бейсбольные поля и поле для гольфа.